# Stefan Pągowski

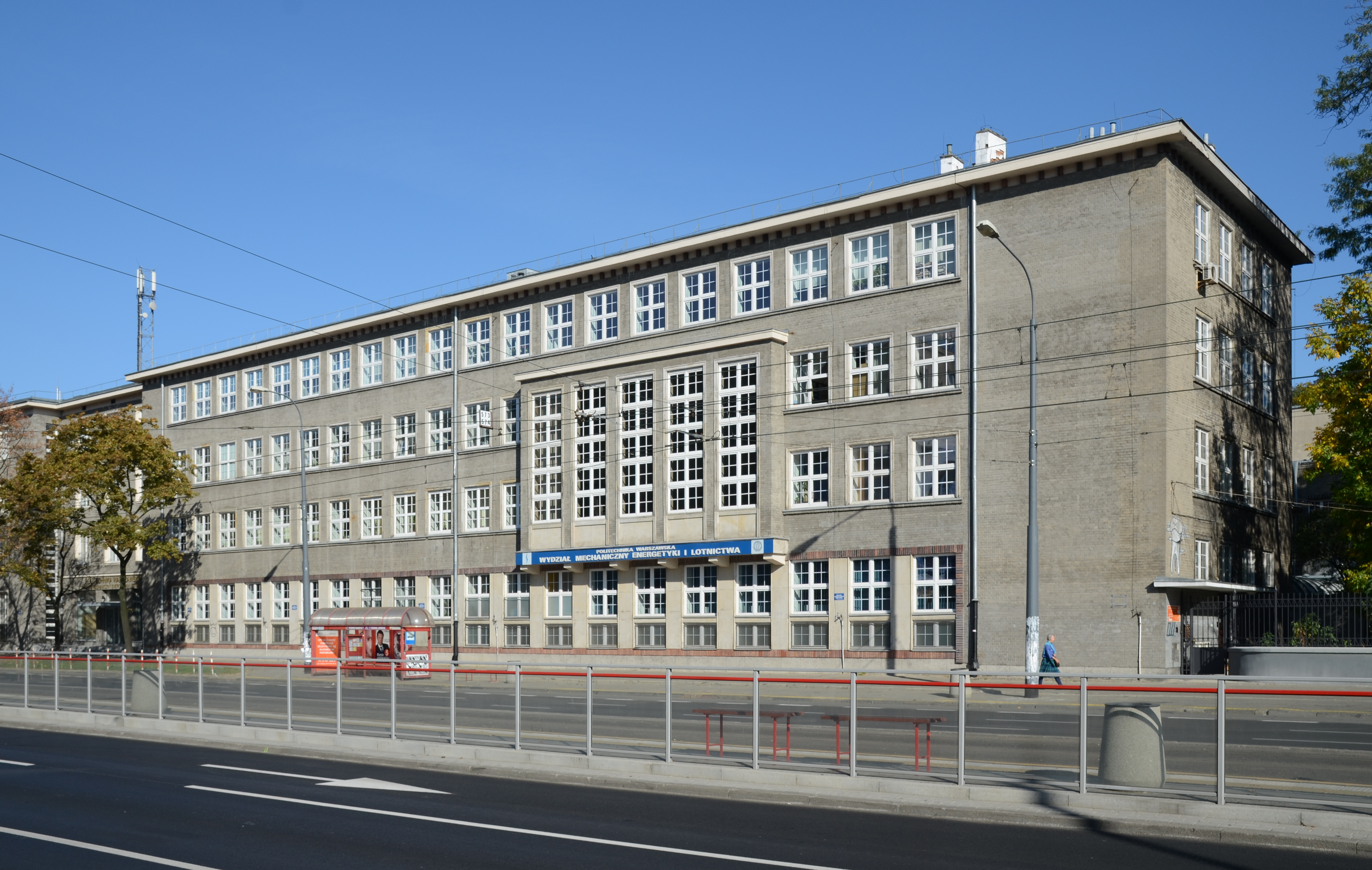
Gmach Wydziału Mechanicznego Energetyki i Lotnictwa Politechniki Warszawskiej,

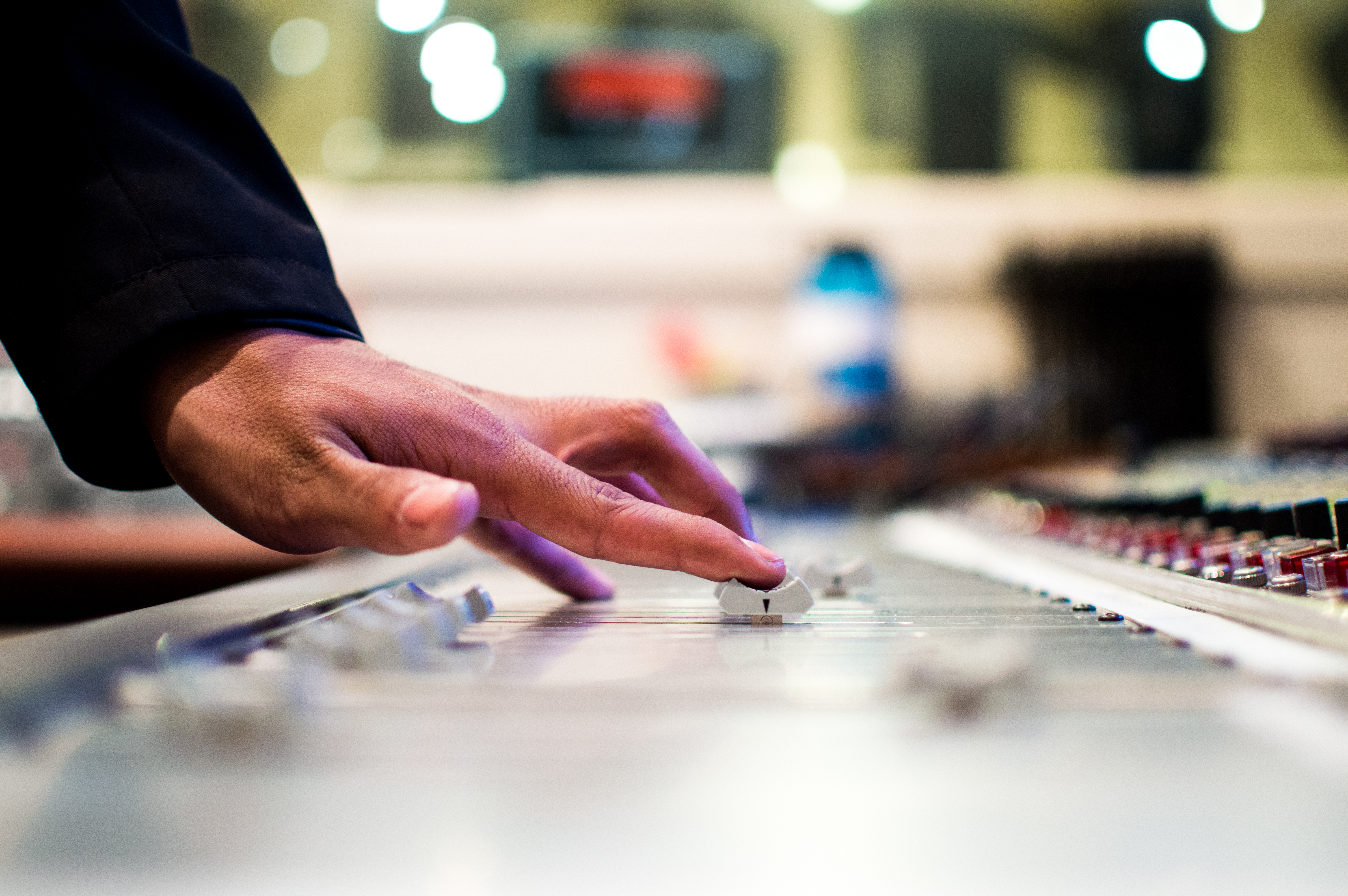
Kości palców mają po trzy stawy: śródręczno-paliczkowy (łac. articulatio metacarpophalangea) oraz międzypaliczkowy bliższy i dalszy. Kciuk ma dwa paliczki i dwa stawy

Stefan Jerzy Karol Pągowski (ur. 1 stycznia 1937 w Łodzi) – polski i kanadyjski inżynier mechanik, doktor nauk technicznych, badał zagadnienia biomechaniki ręki ludzkiej, także historyk II wojny światowej, przebywa w Kanadzie od 1981.

## Życiorys
Jest synem Tadeusza (1903–1976), ekonomisty, i Marii (1905–1992) z domu Magdzickiej, nauczycielki. Jego ojciec Tadeusz był także działaczem harcerskim i społecznym w Łodzi oraz uczestnikiem kampanii wrześniowej.
Stefan Pągowski maturę uzyskał w liceum lotniczym w Warszawie w 1954. Rozpoczął studia z zakresu budowy płatowców na Wydziale Lotniczym Politechniki Warszawskiej, które ukończył w 1961. W 1969 otrzymał kwalifikacje podyplomowe z mechaniki precyzyjnej. Pracował w Instytucie Mechaniki Stosowanej tej uczelni. Doktorat na podstawie pracy Badanie i modelowanie własności aparatu ruchu ręki ludzkiej metodami mechaniki maszyn (promotor prof. Adam Morecki) uzyskał w 1974 na Wydziale Mechanicznym Energetyki i Lotnictwa Politechniki Warszawskiej. W 1981 wyjechał do Kanady na zaproszenie University of Waterloo. Mieszka w Toronto.

## Działalność naukowa
Analizował zjawiska mechaniczne związane z ruchomością stawów palców. Jest współautorem wielokrotnie cytowanego biomechanicznego modelu stawu śródręczno-paliczkowego. Razem z Andrzejem Seyfriedem porównał funkcjonowanie tego stawu w ręce zdrowej i reumatoidalnej. Kontynuował wcześniejsze badania mechanicznych aspektów działania ręki ludzkiej.
Projektował także automatyczne urządzenia elektromechaniczne. Uzyskał liczne patenty polskie, kanadyjskie i amerykańskie.

## Działalność historyczna
Prowadzi badania źródeł historycznych związanych z polskimi stratami demograficznymi podczas II wojny światowej. Współpracował przy tłumaczeniu i redakcji książki Konstantego Piekarskiego (1915–1990), członka konspiracyjnej grupy rotmistrza Witolda Pileckiego w niemieckim obozie koncentracyjnym w Auschwitz-Birkenau. Analizę raportów Pileckiego opublikował w 2009, także w 2012. Dyskusja tego tematu powróciła w 2018. W 2020 wydał książkę poświęconą polskim stratom w Auschwitz-Birkenau.
Był współautorem listu w 2004 do Ministra Kultury w sprawie polskich strat wojennych. Zajmował się także historycznymi aspektami pojednania polsko-ukraińskiego.

## Inne informacje
Uprawiał żeglarstwo lodowe i był członkiem Warszawskiego Towarzystwa Wioślarskiego. Jest członkiem zwyczajnym Instytutu Józefa Piłsudskiego w Ameryce.